# Station Rotebro
Rotebro is een station van de pendeltåg (forensenspoorweg) in de gelijknamige wijk in de gemeente Sollentuna op 19 kilometer ten noorden van Station Stockholm-Centraal. 
Het oorspronkelijke station werd geopend in 1866, toen de noordelijke hoofdlijn tussen Stockholm en Uppsala werd geopend. Het spoor wordt sinds 1942 als onderdeel van de oostkustlijn beschouwd. Het is het eerste station in Sollentuna, korte tijd later gevolgd door Tureberg en Norrviken. Het station heeft meerdere stationsgebouwen gehad, het eerste brandde in 1877 af en werd vervangen door een bakstenen gebouw. In 1967 nam SL de verantwoordelijkheid over voor het forensenverkeer in de provincie Stockholm. In 1968 werd het stationsgebouw gesloopt en werd een kleine hal met kaartverkoop, net als bij vele andere stations van SL, op het eilandperron gebouwd. Een industriespoor naar de nabijgelegen gistfabriek is nog steeds in bedrijf. Het station telt ongeveer 3.700 instappers per dag.

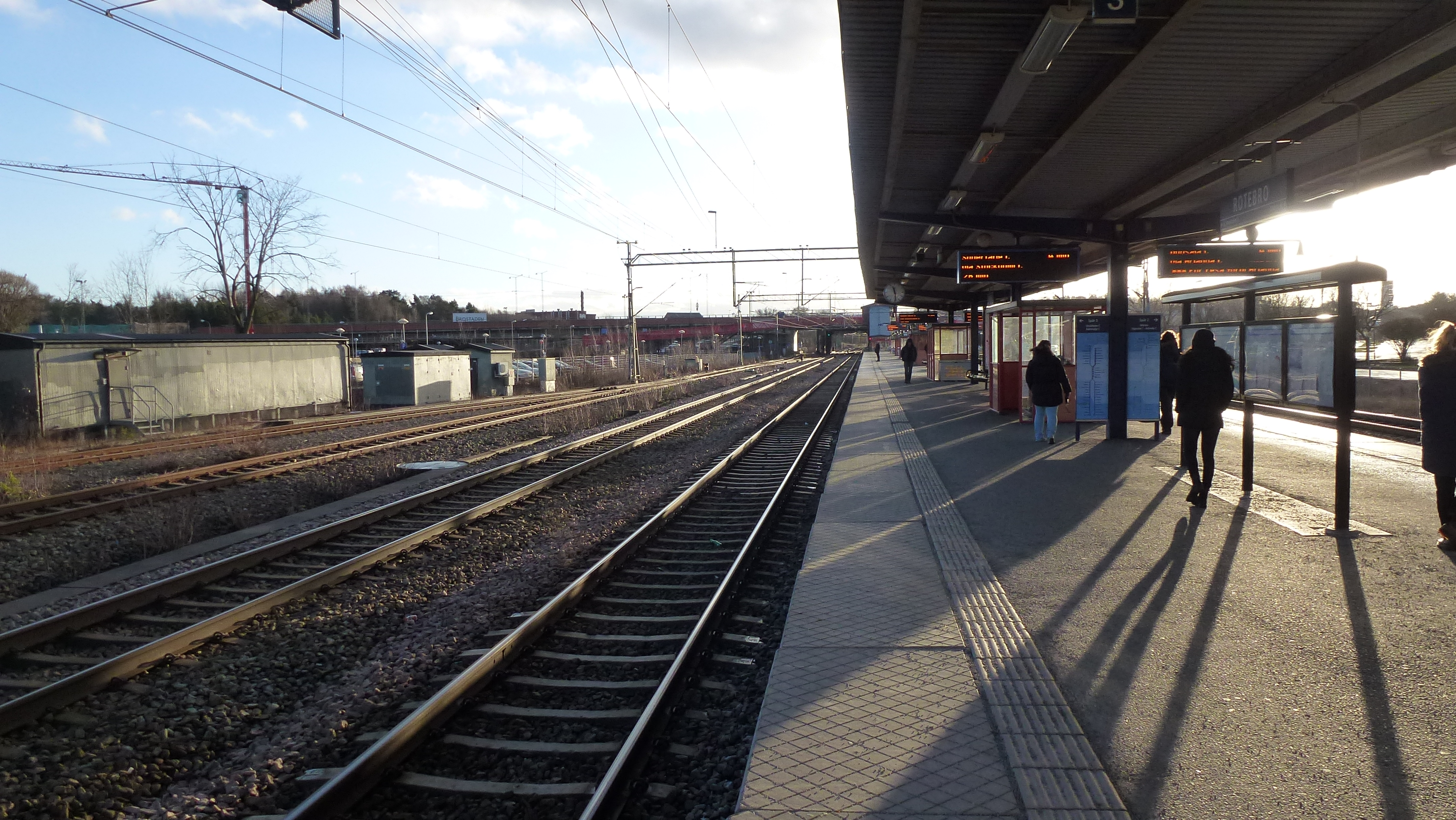
Het perron.
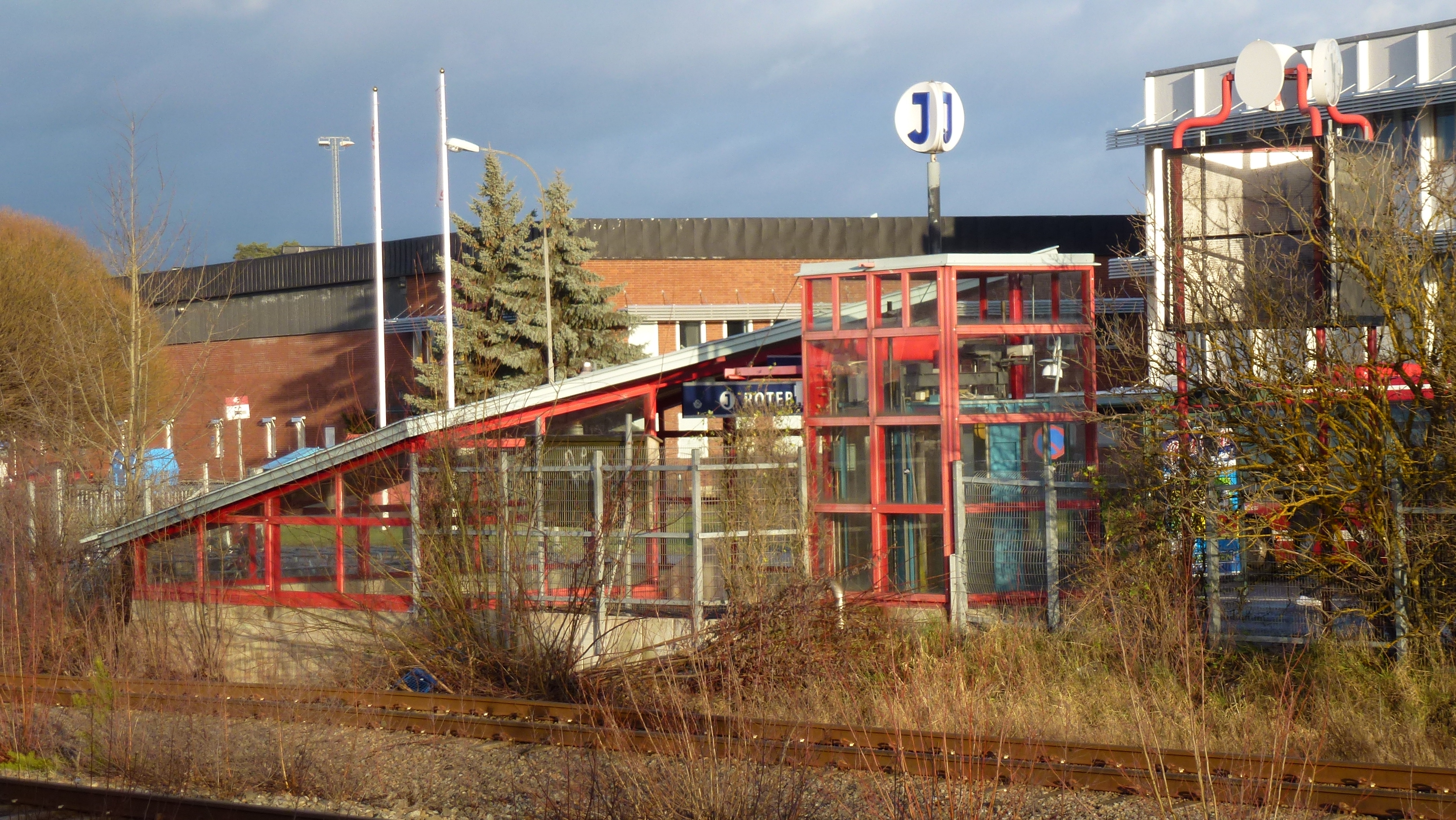
De oostelijke toegang.